# Johnny Torrio
 (février 2020).
Si vous disposez d'ouvrages ou d'articles de référence ou si vous connaissez des sites web de qualité traitant du thème abordé ici, merci de compléter l'article en donnant les références utiles à sa vérifiabilité et en les liant à la section « Notes et références ».
John Donato Torrio, né à Irsina, Matera, Italie le 20 janvier 1882, et mort à Brooklyn, New York le 16 avril 1957 d'une crise cardiaque. Il est un mafieux italo-américain. 
Surnommé the Fox (le Renard), il bâtit l'empire criminel moderne de Chicago dans les années 1920, est l'un des concepteurs du Syndicat national du crime et lance la carrière d'Al Capone. Il est le boss de l'Outfit de Chicago de 1920 à 1925.

## New York
Il immigra à l'âge de deux ans avec sa mère, une veuve. Adolescent, après plusieurs petits boulots (dont celui de videur), il finit par devenir chef d'une petite bande dans le Lower East Side. Il gagna suffisamment d'argent pour ouvrir une salle de billard abritant des activités clandestines (jeux, prêts usuraires). Remarqué par Paul Kelly, chef du Five Points Gang, il en devint le numéro 2. À son contact, il apprit à adopter une apparence d'homme d'affaires distingué et le sens de la diplomatie. Parallèlement à des affaires légales, Torrio s'enrichit avec les loteries, les paris, les prêts usuraires, les braquages, la prostitution et le trafic d'opium. Parmi les enfants qui effectuaient ses commissions, il remarqua Al Capone et le fit embaucher comme barman et videur dans un bar possédé par Frankie Yale, associé de Torrio et caïd de Brooklyn.

## Chicago
En 1909, il fut sollicité par sa tante, Victoria Moresco, pour aider son mari Big Jim Colosimo à Chicago, contre le racket de la Mano Nera. Ses hommes parvinrent à s'en débarrasser en leur tendant un traquenard. Il devint alors le manager et numéro 2 de l'empire de maisons closes de Colosimo, ce qui ne l'empêchait pas de rester fidèle à sa femme, une juive nommée Anna Jacob. Il ouvrit sa propre maison de passe et de jeu, le Four Deuces, en 1919. Installé à Chicago, il confia à Frankie Yale la gestion de ses affaires à New York. Lorsque la Prohibition fut instaurée, Torrio perçut tout de suite les immenses profits qui pouvaient être en jeu ; il pressa Colosimo de s'impliquer dans le bootlegging. Devant la réticence de ce dernier, Torrio aurait, après approbation des associés de Colosimo (les frères Genna et les frères Aiello), suggéré à Frankie Yale de venir l'abattre à Chicago, en 1920. Il hérita alors de ses lupanars et maisons de jeu, et y ajouta des centaines de bars clandestins. Al Capone, arrivé en 1918, devint son lieutenant.

## La guerre des gangs
L'Outfit de Chicago (L'équipe) étendait sa domination sur les quartiers sud (South Side) de Chicago. Dans son expansion, elle se heurta au Gang de North Side, dirigé par l'Irlandais Dean O'Banion. Dans un premier temps, Torrio essaya de s'entendre avec lui. Mais les tensions portant sur les droits territoriaux entre les frères Genna et O'Banion étaient intenses, et ce dernier doubla Torrio sur le rachat d'une brasserie, si bien que Torrio ordonna son assassinat, ce qui fut fait par une équipe de tueurs commandée par Frankie Yale, le 10 novembre 1924. Une guerre des gangs s'ensuivit avec les amis d'O'Banion (Hymie Weiss, Bugs Moran). En janvier 1925, Moran fit feu sur Torrio, lequel, blessé, s'en sortit par miracle. Une fois rétabli, il purgea un an de prison pour violation de la Prohibition.

## La retraite
Lorsqu'il sortit, apparemment choqué par l'escalade de la violence criminelle (ou peut-être sous la pression de son lieutenant), il décida de « raccrocher », laissant son héritage à Al Capone et partit en Italie. Il revint aux États-Unis au début des années 1930. Considéré par ses pairs comme un « sage » respecté, il joua un rôle décisif lors de l'élaboration de la Commission, dont il serait resté un conseiller influent. Il fut ensuite cité comme témoin lors du procès d'Al Capone. Il se retira à New York et mourut à l'hôpital après une attaque cardiaque chez son barbier en 1957 dans le quartier new-yorkais de Brooklyn.